# 6 Hours of Silverstone 2014
6 Hours of Silverstone 2014 – 6-godzinny wyścig samochodowy na torze Silverstone Circuit w Wielkiej Brytanii. Odbył się w dniach 17–20 kwietnia 2014 i był częścią World Endurance Championship.

## Wyniki

### Kwalifikacje
| Poz. | Klasa     | Drużyna                     | Średni czas | Pole startowe |
| ---- | --------- | --------------------------- | ----------- | ------------- |
| 1    | LMP1-H    | No. 7 Toyota Racing         | 1:42.774    | 1             |
| 2    | LMP1-H    | No. 1 Audi Sport Team Joest | 1:42.779    | 2             |
| 3    | LMP1-H    | No. 14 Porsche Team         | 1:43.087    | 3             |
| 4    | LMP1-H    | No. 2 Audi Sport Team Joest | 1:43.137    | 4             |
| 5    | LMP1-H    | No. 8 Toyota Racing         | 1:43.137    | 5             |
| 6    | LMP1-H    | No. 20 Porsche Team         | 1:43.226    | 6             |
| 7    | LMP1-L    | No. 13 Rebellion Racing     | 1:44.285    | 7             |
| 8    | LMP1-L    | No. 12 Rebellion Racing     | 1:44.392    | 8             |
| 9    | LMP2      | No. 26 G-Drive Racing       | 1:49.156    | 9             |
| 10   | LMP2      | No. 47 KCMG                 | 1:49.439    | 10            |
| 11   | LMP2      | No. 37 SMP Racing           | 1:51.326    | 11            |
| 12   | LMP2      | No. 27 SMP Racing           | 1:51.514    | 12            |
| 13   | LMGTE Pro | No. 51 AF Corse             | 1:59.125    | 13            |
| 14   | LMGTE Pro | No. 91 Porsche Team Manthey | 1:59.380    | 14            |
| 15   | LMGTE Pro | No. 92 Porsche Team Manthey | 1:59.717    | 15            |
| 16   | LMGTE Pro | No. 71 AF Corse             | 1:59.841    | 16            |
| 17   | LMGTE Am  | No. 81 AF Corse             | 1:59.932    | 17            |
| 18   | LMGTE Pro | No. 97 Aston Martin Racing  | 1:59.954    | 18            |
| 19   | LMGTE Pro | No. 52 Ram Racing           | 2:00.216    | 19            |
| 20   | LMGTE Am  | No. 98 Aston Martin Racing  | 2:00.923    | 20            |
| 21   | LMGTE Am  | No. 61 AF Corse             | 2:00.971    | 21            |
| 22   | LMGTE Am  | No. 95 Aston Martin Racing  | 2:00.982    | 22            |
| 23   | LMGTE Pro | No. 99 Aston Martin Racing  | 2:01.122    | 23            |
| 24   | LMGTE Am  | No. 75 Prospeed Competition | 2:01.886    | 24            |
| 25   | LMGTE Am  | No. 88 Proton Competition   | 2:01.917    | 25            |
| 26   | LMGTE Am  | No. 53 Ram Racing           | 2:01.953    | 26            |
| 27   | LMGTE Am  | No. 90 8 Star Motorsports   | 2:01.982    | 27            |

### Wyścig

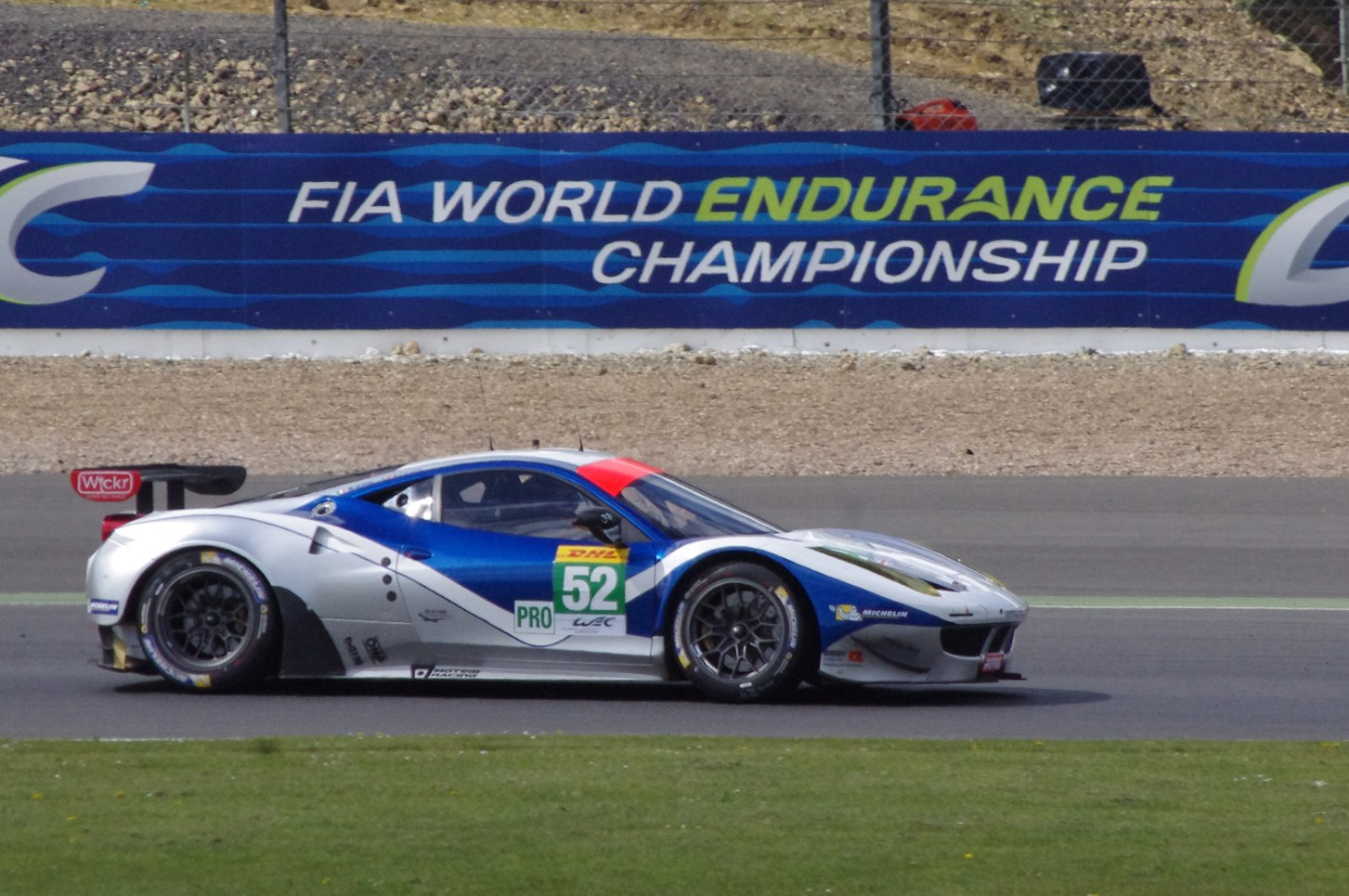
Ferrari 458 Italia GT2 zespołu RAM Racing podczas wyścigu

| Poz. | Klasa     | Nr | Drużyna               | Kierowcy                                              | Okrążeń |
| ---- | --------- | -- | --------------------- | ----------------------------------------------------- | ------- |
| 1    | LMP1-H    | 8  | Toyota Racing         | Anthony Davidson Sébastien Buemi Nicolas Lapierre     | 167     |
| 2    | LMP1-H    | 7  | Toyota Racing         | Alexander Wurz Stéphane Sarrazin Kazuki Nakajima      | 166     |
| 3    | LMP1-H    | 20 | Porsche Team          | Timo Bernhard Brendon Hartley Mark Webber             | 165     |
| 4    | LMP1-L    | 12 | Rebellion Racing      | Nicolas Prost Nick Heidfeld Mathias Beche             | 159     |
| 5    | LMP2      | 26 | G-Drive Racing        | Roman Rusinow Olivier Pla Julien Canal                | 154     |
| 6    | LMP2      | 47 | KCMG                  | Matthew Howson Richard Bradley Tsugio Matsuda         | 152     |
| 7    | LMGTE Pro | 92 | Porsche Team Manthey  | Marco Holzer Frédéric Makowiecki Richard Lietz        | 147     |
| 8    | LMGTE Pro | 91 | Porsche Team Manthey  | Patrick Pilet Jörg Bergmeister Nick Tandy             | 147     |
| 9    | LMGTE Pro | 97 | Aston Martin Racing   | Darren Turner Stefan Mücke                            | 147     |
| 10   | LMGTE Pro | 51 | AF Corse              | Gianmaria Bruni Toni Vilander                         | 147     |
| 11   | LMGTE Pro | 71 | AF Corse              | Davide Rigon James Calado                             | 146     |
| 12   | LMGTE Pro | 52 | Ram Racing            | Matt Griffin Álvaro Parente                           | 146     |
| 13   | LMP2      | 27 | SMP Racing            | Sergey Zlobin Maurizio Mediani Nicolas Minassian      | 145     |
| 14   | LMGTE Pro | 99 | Aston Martin Racing   | Darryl O'Young Alex MacDowall Fernando Rees           | 144     |
| 15   | LMGTE Am  | 95 | Aston Martin Racing   | David Heinemeier Hansson Kristian Poulsen Nicki Thiim | 144     |
| 16   | LMGTE Am  | 98 | Aston Martin Racing   | Paul Dalla Lana Pedro Lamy Christoffer Nygaard        | 144     |
| 17   | LMGTE Am  | 81 | AF Corse              | Stephen Wyatt Michele Rugolo Sam Bird                 | 143     |
| 18   | LMGTE Am  | 88 | Proton Competition    | Christian Ried Klaus Bachler Khaled Al Qubaisi        | 142     |
| 19   | LMGTE Am  | 53 | Ram Racing            | Johnny Mowlem Ben Collins Mark Patterson              | 141     |
| 20   | LMGTE Am  | 61 | AF Corse              | Luís Pérez Companc Marco Cioci Mirko Venturi          | 141     |
| DNF  | LMGTE Am  | 90 | 8 Star Motorsports    | Enzo Potolicchio Paolo Ruberti Gianluca Roda          | 118     |
| DNF  | LMP1-H    | 2  | Audi Sport Team Joest | André Lotterer Marcel Fässler Benoît Tréluyer         | 94      |
| DNF  | LMGTE Am  | 75 | Prospeed Competition  | François Perrodo Matthieu Vaxivière Emmanuel Collard  | 83      |
| DNF  | LMP2      | 37 | SMP Racing            | Kirył Ładygin Anton Ładygin Wiktor Szajtar            | 65      |
| DNF  | LMP1-H    | 14 | Porsche Team          | Marc Lieb Romain Dumas Neel Jani                      | 30      |
| DNF  | LMP1-L    | 13 | Rebellion Racing      | Dominik Kraihamer Andrea Belicchi Fabio Leimer        | 24      |
| DNF  | LMP1-H    | 1  | Audi Sport Team Joest | Tom Kristensen Loïc Duval Lucas Di Grassi             | 24      |